# Asparagus stipulaceus
Asparagus stipulaceus — вид рослин із родини холодкових (Asparagaceae).

## Біоморфологічна характеристика
Це кущ заввишки 50 см. Кущ сильно розгалужений з тонкими, голими, білими, основними стеблами; гілочки дерев'янисті, досить зигзагоподібні, висхідні, закінчуються гострими шипами; кінцеві гілки дуже тонкі, ≈ 13 мм завдовжки, розташовані в щільні пучки з невеликим гострим шипом біля основи; кладодії 3–6 в скупченні, шилоподібні, голі, дуже тонкі, тендітні, 4–6 мм завдовжки; квітки тільки на верхівках гілочок, оцвітина дзвонова, сегменти довгасті, тупі; ягода дрібна, 1-насінна.

## Середовище проживання
Ареал: ПАР (Капські провінції).